# Metschnikowia zobellii
Metschnikowia zobellii är en svampart som först beskrevs av Uden & Cast.-Branco, och fick sitt nu gällande namn av Uden 1962. Metschnikowia zobellii ingår i släktet Metschnikowia och familjen Metschnikowiaceae.   Inga underarter finns listade i Catalogue of Life.